# Radiação síncrotron
Radiação síncrotron, radiação sincrotrônica (português brasileiro) ou radiação sincrotrónica (português europeu) é a radiação eletromagnética emitida por uma partícula carregada (tipicamente elétrons ou pósitrons) movendo-se com velocidade relativística (ou seja, próxima à velocidade da luz) ao longo de uma trajetória curva, com raio de curvatura relativamente grande. Essa condição se aplica, em particular, para partículas circulando em aceleradores de elétrons ou pósitrons, cujo raio de curvatura é da de vários metros a dezenas de metros. O nome desta radiação deriva de um tipo específico de acelerador, o síncrotron de elétrons.

Radiação síncrotron emitida por um feixe de elétrons curvado pelo campo magnético de um eletroímã.

A radiação síncrotron também pode ter origem natural, sendo produzida por objetos astronômicos, como por exemplo remanescentes de supernovas (pulsares), quasares e núcleos de galáxias ativas. A radiação é produzida quando elétrons relativísticos espiralam ao longo dos campos magnéticos produzidos por estes objetos.  Em astrofísica, uma partícula se movendo ao longo de geodésicas do espaço-tempo ao redor de buracos negros emite radiação síncrotron.

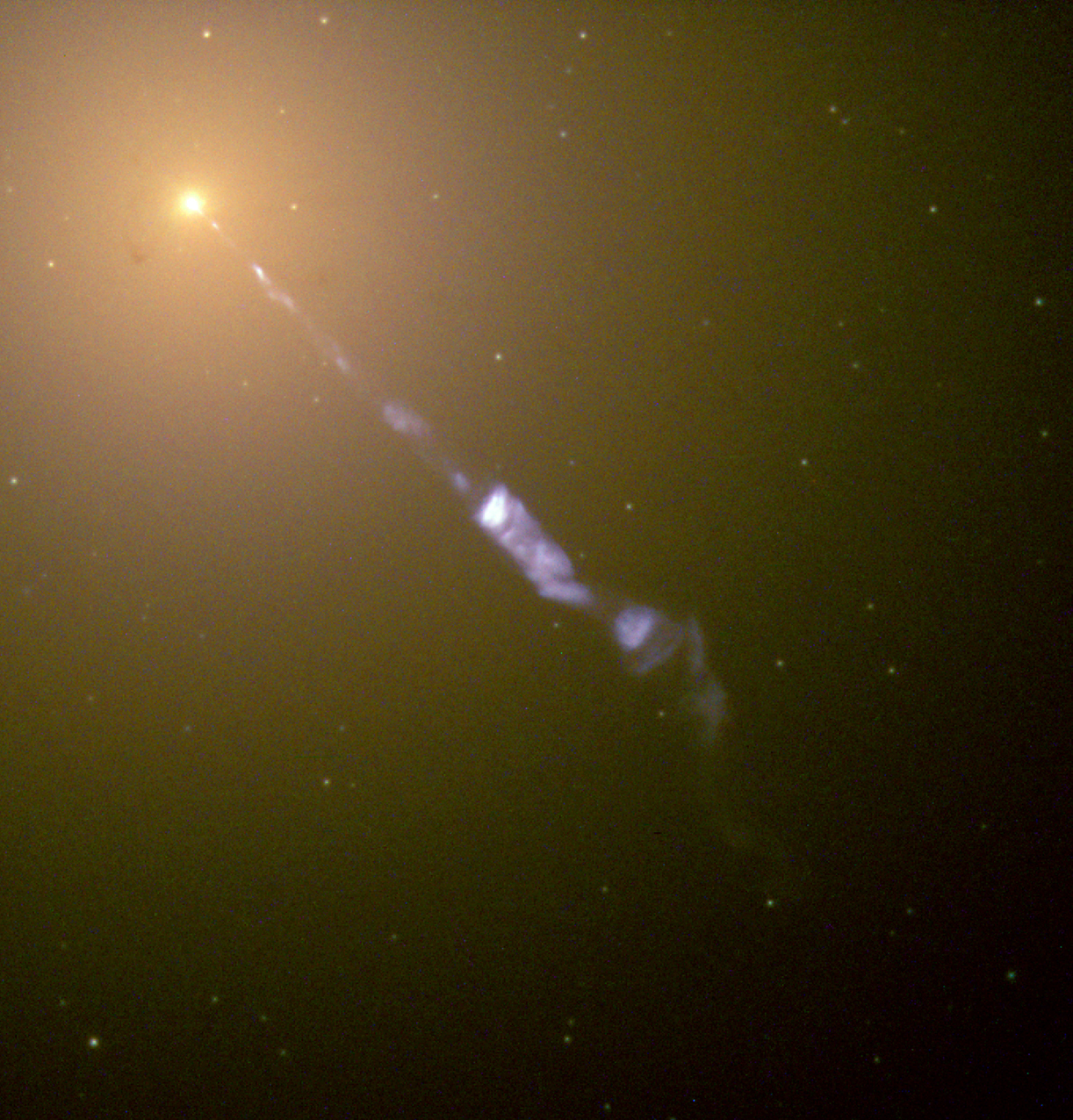
Jato energético da galáxia M87. A luz azul é causada por radiação síncrotron.

## História
Os primeiros trabalhos teóricos sobre a radiação emitida por elétrons em órbitas circulares foram motivados pelas tentativas de se desenvolver modelos atômicos para explicar os espectros atômicos. Porém esses trabalhos foram tornados obsoletos pelo modelo atômico de Bohr. Posteriormente, no início dos anos de 1940, o interesse no problema foi reavivado com o advento de aceleradores de elétrons circulares como o bétatron, e a constatação de que essa radiação emitida era um fator limitante na energia máxima que poderia ser alcançada com esses aceleradores.
O tratamento teórico dessa radiação foi desenvolvido por várias pessoas, entre elas destacam-se: J. Schwinger e D. Ivanenko, A.A. Solokov e I.M.Ternov, além de D.H.Tomboulian e P.L. Hartman, Godwin e Jackson.
Do ponto de vista experimental, a radiação emitida por um acelerador síncrotron foi observada em 1946 nos laboratórios da General Electric. Essa observação foi feita com um síncrotron de elétrons de 70 MeV localizado em Schenectady.
Até o final dos anos de 1950, o estudo da radiação síncrotron foi motivada principalmente pelo seu aspecto negativo na tecnologia de aceleradores. Mas em 1956, um artigo de Tomboulian e Hartman, iniciou uma revolução em termos de utilização dessa radiação, eles utilizaram a radiação para estudos de espectroscopia de absorção no ultravioleta distante e raios X.

## Potência irradiada
Como ponto de partida, pode-se tomar a expressão para a potência irradiada por uma carga acelerada não relativística, também conhecida como fórmula de Larmor:
{\displaystyle P={\frac {2}{3}}{\frac {e^{2}}{m^{2}c^{3}}}{\Bigl (}{dp \over dt}{\Bigr )}^{2}}      (1)  em unidades cgs.
{\displaystyle e} = carga elétrica;
{\displaystyle m} = massa;
{\displaystyle c} = velocidade da luz;
{\displaystyle p} = momento.
Para uma carga em movimento circular com o raio da órbita valendo {\displaystyle \rho }, temos que a potência irradiada será:
{\displaystyle P={\frac {2}{3}}{\frac {e^{2}c}{\rho ^{2}}}\beta ^{4}\gamma ^{4}}        (2)
{\displaystyle \rho } = raio da órbita;
{\displaystyle \beta ={\frac {v}{c}}}
{\displaystyle \gamma ={\frac {1}{\sqrt {1-(v^{2}/c^{2})}}}}
Além disso, pode-se mostrar que a energia perdida (ΔE) a cada revolução é:
{\displaystyle \Delta E={\frac {4\pi }{3}}{\frac {e^{2}}{\rho }}\beta ^{3}\gamma ^{4}}       (3)
Para partículas com energias relativísticas, {\displaystyle \beta }{\displaystyle \approxeq } 1, assim a equação (2) nos diz que a potência irradiada é inversamente proporcional a {\displaystyle \rho }2 e diretamente proporcional a {\displaystyle \gamma }4.
Sendo que {\displaystyle \gamma } (fator de Lorentz) pode ser escrito como:
{\displaystyle \gamma ={\frac {E_{total}}{E_{repouso}}}}
A {\displaystyle E_{repouso}} do elétron é 0,511 MeV e a do próton é 938 MeV. Assim, para a mesma energia total e o mesmo raio, pode-se notar que partículas pesadas como o próton, produzem uma intensidade de radiação síncrotron desprezível quando comparada com a que é produzida por elétrons.

## Propriedades
A radiação síncrotron possui várias propriedades importantes, tais como: 
- Alta intensidade;
- Grande largura espectral;
- Alta polarização;
- Pulsada no tempo;
- Naturalmente colimada.

## Aplicações
A radiação síncrotron pode ser utilizada nas mais variadas áreas como física, química, biologia, tecnologia e ciências médicas. Isso ocorre em função de suas características únicas em especial sua largura espectral, produzindo de radiação ultravioleta aos raios X duros. Isso significa comprimentos de onda variando de 103 até 10-1 Å, que podem ser usados para estudar objetos do tamanho de átomos, moléculas e proteínas, além de ligações químicas e distâncias entre os planos atômicos em cristais.
No caso da análise microscópica de materiais, entre as várias técnicas utilizadas pode-se citar: 
- Difração de raios X;
- Espectroscopia por absorção e fluorescência de raios X;
- Espalhamento de raios X;

- Microscopia por Fluorescência de Raios X;
- Microtomografia de Raios X;
- Espectroscopia de ultravioleta;
- Nanoespectroscopia de Infravermelho;
- Cristalografia de Macromoléculas.